# WELCOME TO MY HOUSE
「WELCOME TO MY HOUSE」（ウェルカム トゥ マイ ハウス）は、1977年11月5日に発売されたチューリップの通算13枚目のシングル。

## 解説
チューリップのシングル表題曲で唯一となる全編英語詞曲で、アルバム『WELCOME TO MY HOUSE』表題曲のシングルカット（カップリング共に）。コーラス、曲調の変化など、ビートルズの「マジカル・ミステリー・ツアー」の影響が強い曲である。
シングル化に当たっては、アルバムバージョンのプロローグSE（オルゴール→靴音→咳払い→ノック）はカットされた上に、弦アレンジとリミックスが施され、ブラッシュアップされている。
カップリングの「置いてきた日々」はアルバムではメドレーとして、前曲「二人の道」と繋がっており、このシングルで初めて独立した楽曲として聴くことができた。この2曲は「Singles」などシングルを集めた企画盤に収録されている。
「WELCOME TO〜」はドイツの3人組グループ、コズミック・ギャルがディスコ調アレンジでカバーし、シングルB面として1978年9月に日本でもリリース（A面はピンクレディー「ウォンテッド (指名手配)」のカバー）された。作者である財津も1992年にアルバム『CALL』でセルフカバーしている。
ジャケット写真は当時の活水女子大学12番校舎で撮影されたもの（ただし、許可は取っていなかったとメンバーは後年回想している）で、同名のアルバムで用いられたものとは別ショットである。

## 収録曲
作曲：財津和夫　編曲：チューリップ　
1. WELCOME TO MY HOUSE
  - 作詞：Bert.T（2:41）
  - 全編英語詞の曲は「TAKE OFF」「ALL BECAUSE OF YOU GUYS」に続き3曲目。他に「The Promised Land」（アルバム『Jack is a boy』収録）がある。作詞のBert.Tは当時事務所にいた日系アメリカ人で、コンセプトを伝え作詞してもらった。
2. 置いてきた日々
  - 作詞：財津和夫（3:22）